# Vazamento de gás em Vishakhapatnam
O vazamento de gás em Vishakhapatnam, também conhecido como vazamento de gás de Vizag, foi um acidente industrial ocorrido na fábrica de produtos químicos da LG Polymers na vila R. R. Venkatapuram (perto de Gopalapatnam) nos arredores de Vishakhapatnam, Andra Pradexe, Índia, na manhã de 7 de maio 2020. O vazamento de gás se espalhou por um raio de cerca de 3 quilômetros, afetando áreas e vilas próximas da região. Até às 17:00 (UTC) de 8 de maio, o número oficial de mortos era de 13 e mais de 1 000 pessoas ficaram feridas.
De acordo com relatos preliminares, suspeita-se que o gás estireno seja a causa do acidente.

## Contexto
A fábrica de produtos químicos na vila de Venkatapuram foi fundada em 1961 como Hindustan Polymers. Fabricava poliestireno e seus produtos de copolímero, além de projetar compostos plásticos. Em 1978, foi incorporada à McDowell & Co. e, posteriormente, foi adquirida pela LG Chem, com sede na Coreia do Sul, que a renomeou como LG Polymers India, em 1997.

## Investigação
De acordo com a investigação inicial, acredita-se que um mau funcionamento da válvula de gás tenha causado o vazamento. Esse ocorreu em um dos dois tanques de produtos químicos que estavam sem vigilância desde março de 2020, devido ao bloqueio da COVID-19. O mau funcionamento da unidade de refrigeração do tanque aumenta a temperatura, causando a evaporação do produto químico líquido. Suspeita-se que o gás vazado seja estireno evaporado. No entanto, especialistas afirmam que outros produtos químicos também podem ter vazado, pois é improvável que o estireno se espalhe por 4 ou 5 quilômetros devido a suas propriedades químicas.